# Jutta-Park

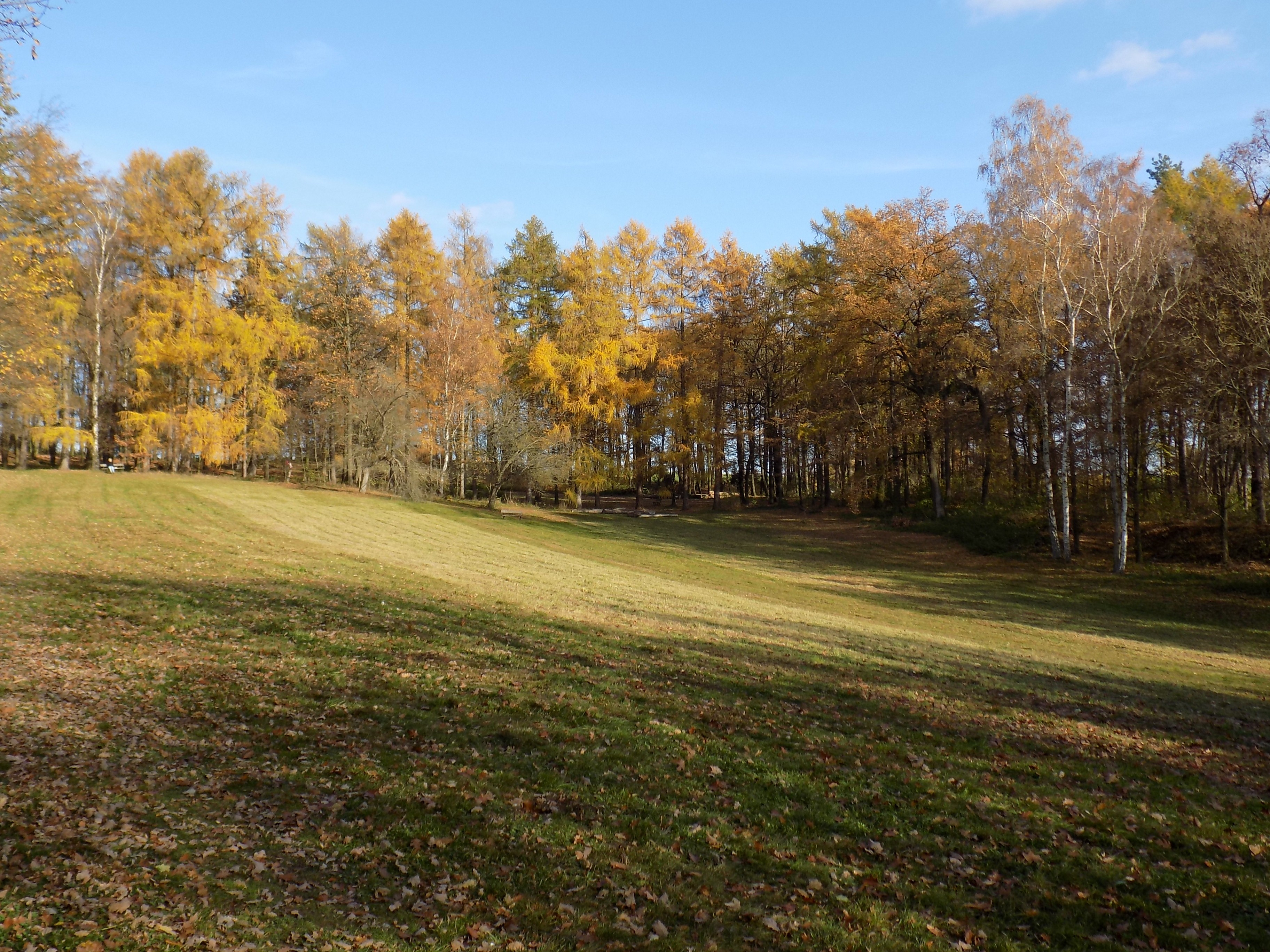
Wiese im Jutta-Park (2015)

Der Jutta-Park (früher Gleisberg-Park) ist ein Landschaftspark bei Kaditzsch (Ortschaft Höfgen), einem südlichen Ortsteil von Grimma. Er ist benannt nach seiner Gründerin Jutta Ida Gleisberg. Der Jutta-Park steht unter Denkmalschutz.

## Lage
Der Jutta-Park liegt rechtsseitig der Mulde, etwa 2,8 Kilometer in südöstlicher Richtung vom Stadtzentrum von Grimma entfernt. Er erstreckt sich mit einer Fläche von etwa sechs Hektar auf vom Fluss zum Kaditzscher Galgenberg ansteigendem Gelände, das zur Flussseite Felsabbrüche zeigt. Bei einer mittleren Höhenlage von 150 Metern steigt es um etwa 35 Meter an. 
Der Jutta-Park ist über mehrere fußläufige Zugänge und über eine Fahrstraße (Turmweg) von Kaditzsch aus zu erreichen.

## Gestaltung

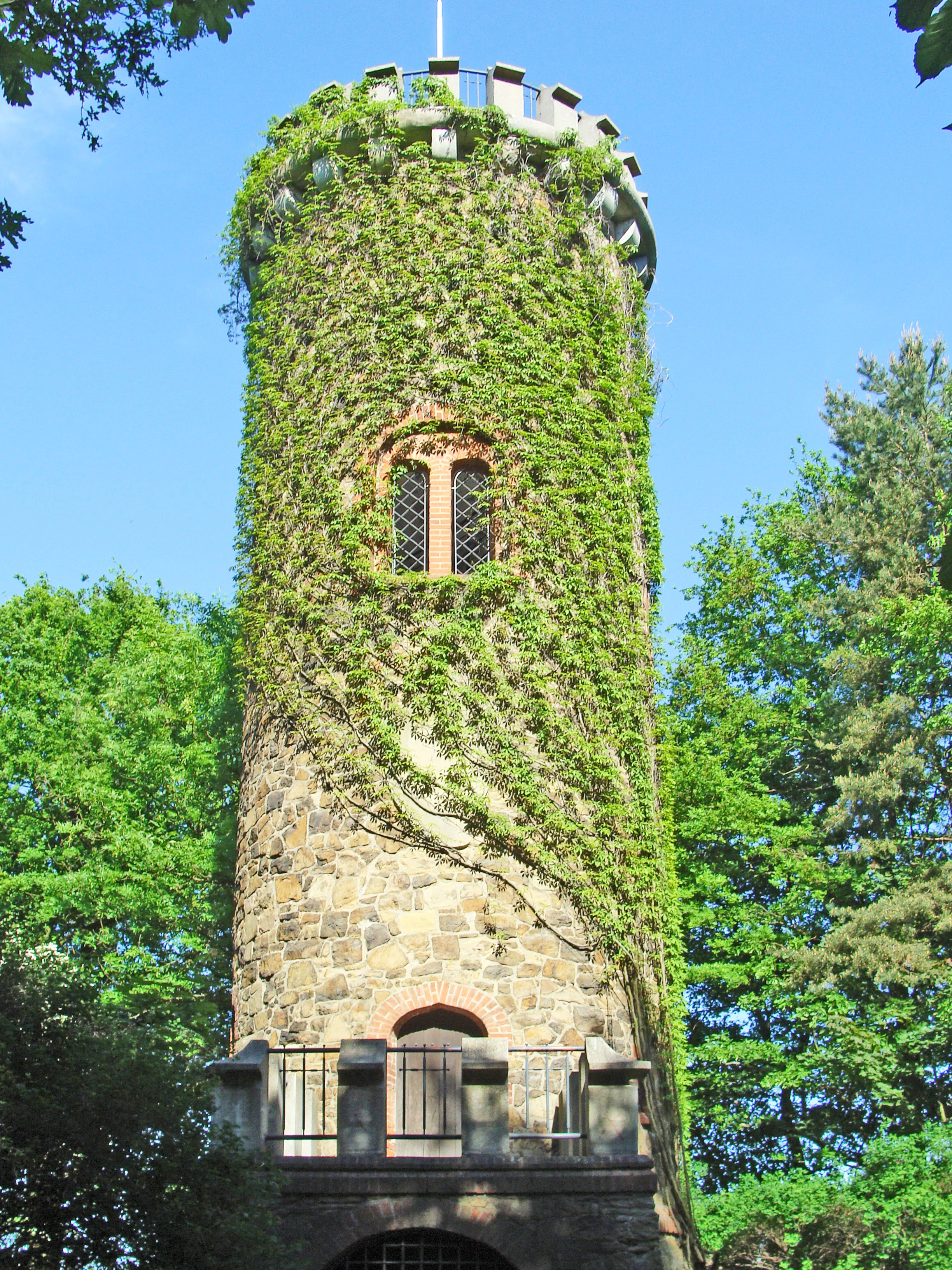
Bismarckturm (2013)

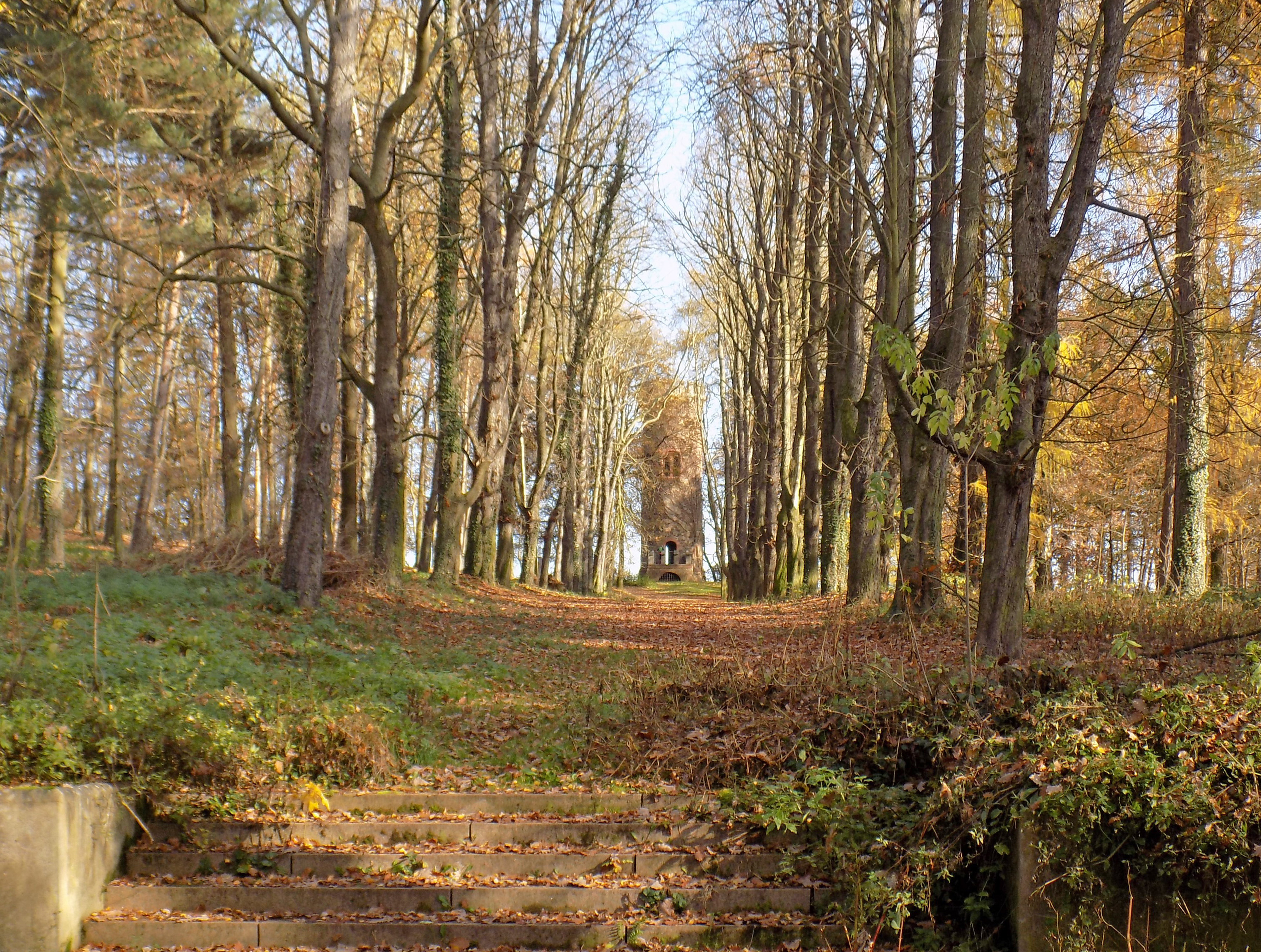
Allee zum Bismarckturm (2015)

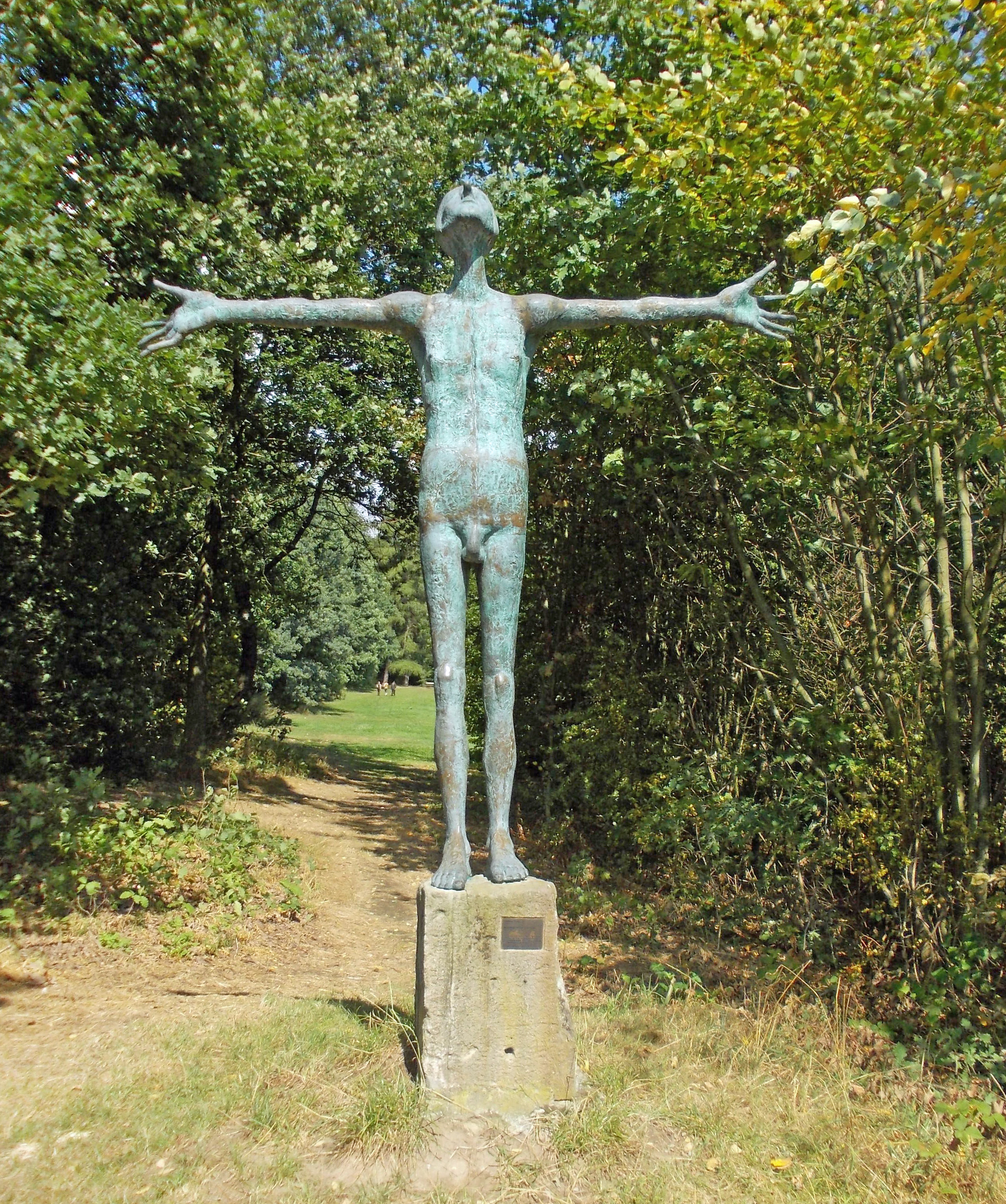
Mildenfurther Kreuzmensch (2012)

Ein Mischwald, in welchem geschwungene Fußwege verlaufen, umschließt eine rechteckige Wiese von 0,5 Hektar. Am oberen Ende des Parks steht der Bismarckturm, ein 16 Meter hoher Aussichtsturm. Von ihm führt eine gerade Allee nach Westen zu einem Steinrondell, das ein Flatterecho aufweist. Die Allee dient zugleich als Sichtachse zur Ruine des Klosters Nimbschen auf der gegenüberliegenden Flussseite. Im südlichen Teil lädt ein Springbrunnen mit Bänken zur Rast ein.
Im Jutta-Park sind auch einige Skulpturen aufgestellt, darunter der Mildenfurther Kreuzmensch, eine 2,20 m hohe Bronzefigur des in Mildenfurth lebenden Bildhauers Volkmar Kühn (* 1942). Er stiftete die Figur im Gedenken an das Hochwasser von 2002. Sie ist mit freiem Blick auf die damals überschwemmte Muldenaue aufgestellt.

## Geschichte

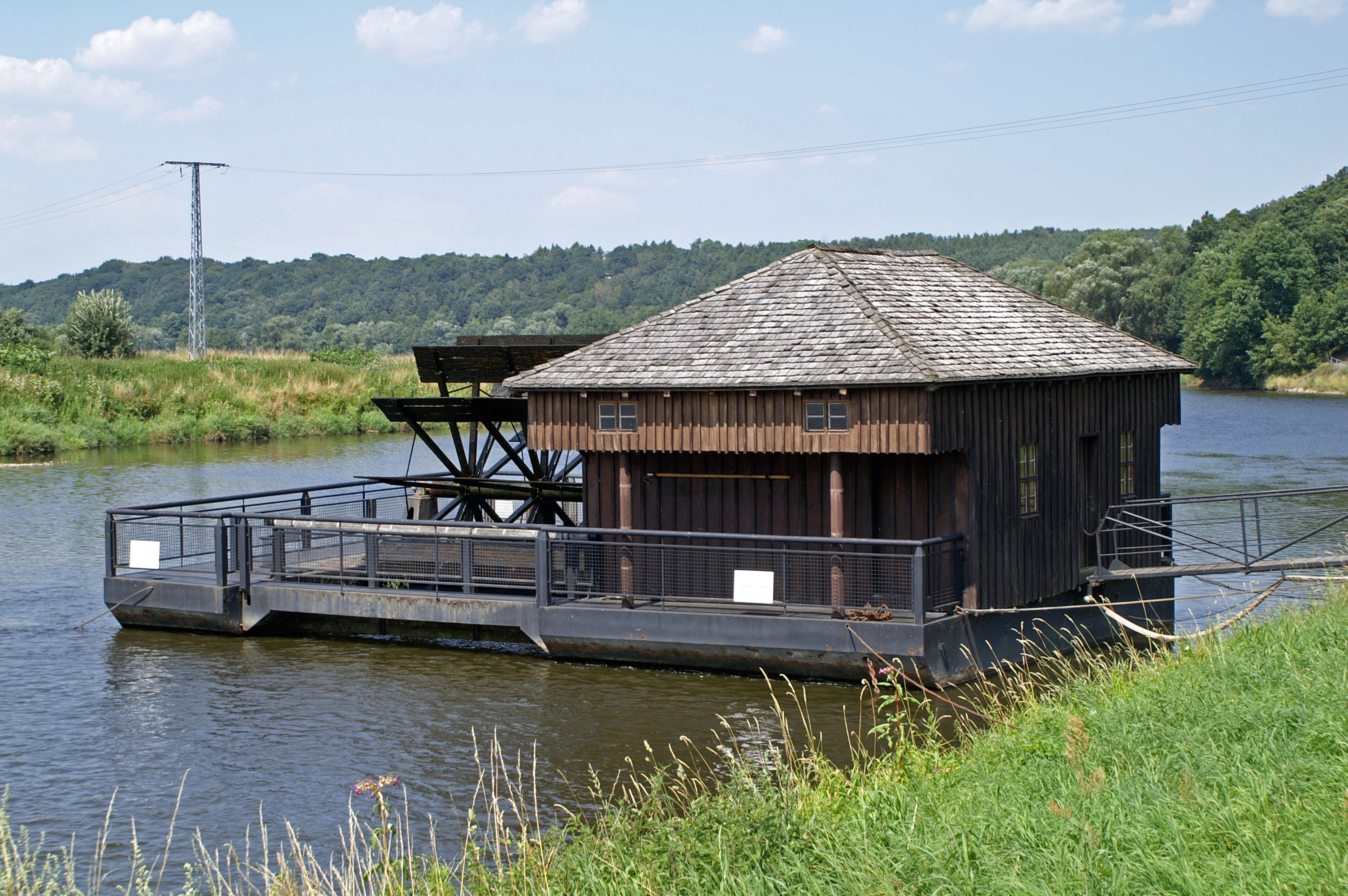
Schiffmühle Höfgen (2008)

Jutta Ida Gleisberg war die kunstsinnige Ehefrau des vermögenden Grimmaer Mühlenbesitzers. Sie ließ von 1900 bis 1904 nach ihren Plänen den Landschaftspark nach Vorbild englischer Landschaftsparks und italienischer Gärten anlegen. 1905 folgte der Bismarckturm. Dieser wurde am Ende des Zweiten Weltkrieges im oberen Bereich stark beschädigt und blieb bis Anfang der 1990er Jahre eine Ruine. In den Folgejahren wurde der nach dem Krieg verwilderte Park wieder hergestellt und auch der Turm 1993 wieder eröffnet. Die zu Beginn der 1990er Jahre wiederhergestellte Schiffmühle Höfgen am Ufer der Mulde am Fuße des Parks dient der Versorgung der Wasseranlagen des Jutta-Parks.